# Anthoúla Stathopoúlou-Vafopoúlou
Anthoúla Stathopoúlou-Vafopoúlou (grec moderne : Ανθούλα Βαφοπούλου-Σταθοπούλου ; 1908-1935) est une poétesse et dramaturge grecque.

## Biographie
Anthoúla Stathopoúlou-Vafopoúlou naît en 1908 à Thessalonique. Elle étudie à l'école supérieure des filles et à l'école française de Thessalonique. Elle travaille pendant une courte période pour la municipalité de Thessalonique puis s'inscrit à l'École d'art dramatique du Conservatoire de la ville. Elle commence à publier des poèmes dans des revues littéraires à Athènes et à Thessalonique et, en 1932, elle publie son premier (et dernier) recueil de poésie  Νύχτες αγρύπνιας (Nuits d'insomnie). Elle écrit également des pièces de théâtre, présentées à l'École d'art dramatique du Conservatoire de Thessalonique et dirigées par Takis Mouzenidis. Elle n'a que 27 ans lorsqu'elle meurt de la tuberculose, en 1935. Ses œuvres sont rassemblées dans un ouvrage intitulé Œuvres, publié par son mari Geórgios Vafópoulos et préfacé par Grigórios Xenópoulos.

## Référence
- (el) Cet article est partiellement ou en totalité issu de l’article de Wikipédia en grec moderne intitulé « Ανθούλα Βαφοπούλου-Σταθοπούλου » (voir la liste des auteurs).

1. ↑  (el) « Βιογραφικό Σημείωμα - ΑΝΘΟΥΛΑ ΣΤΑΘΟΠΟΥΛΟΥ - ΒΑΦΟΠΟΥΛΟΥ (1908 - 1935) » [« Curriculum vitae - ANTHOULA STATHOPOULOU - VAFOPOULOU (1908-1935) »], sur le site ekebi.gr (consulté le 29 octobre 2020).